# جوني دان
جوني دان (بالإنجليزية: Johnny Dunn)‏ هو قائد فرقة ‏ أمريكي، ولد في 19 فبراير 1897 في ممفيس في الولايات المتحدة، وتوفي في 20 أغسطس 1937 في باريس في فرنسا.

## وصلات خارجية
- جوني دان على موقع ميوزك برينز (الإنجليزية)
- جوني دان على موقع أول ميوزيك (الإنجليزية)
- جوني دان على موقع ديسكوغز (الإنجليزية)